# Mika Noodt
Mika Noodt (* 8. September 2000 in Wolfsburg) ist ein deutscher Triathlet.

## Werdegang
Mika Noodt kam als 13-Jähriger zum Triathlon und startet seit 2018 für das Triathlon- und Bundesligateam DSW Darmstadt. Er gewann im Juli 2021 auf der Triathlon-Mitteldistanz (1,9 km Schwimmen, 90 km Radfahren und 21,1 km Laufen) in Frankreich den Ironman 70.3 Les Sables d’Olonne.

### 4. Rang Ironman 70.3 Weltmeisterschaft 2022
Im April 2022 gewann der damals 21-Jährige die Challenge Gran Canaria.
Anfang Mai 2022 gab Noodt auf seinem Instagram-Kanal bekannt, dass er sich eine Verletzung im Hüft-Beckenbereich zugezogen hat und bis aufs Weitere keine Wettkämpfe bestreiten kann.
Im Oktober 2022 wurde Mika Noodt in St. George Vierter bei der Ironman-70.3-Weltmeisterschaft.
Im August 2025 wurde der 24-Jährige Zweiter auf der Mitteldistanz im T100 London und setzte sich mit diesem zweiten und zwei dritten Plätzen (San Francisco und Vancouver) an die Spitze der Gesamtwertung 2025.
Mika Noodt wird trainiert von Ben Reszel.

## Sportliche Erfolge
| Datum/Jahr    | Platz | Wettbewerb                                | Austragungsort      | Zeit     | Bemerkung |
| ------------- | ----- | ----------------------------------------- | ------------------- | -------- | --- |
| 9. Aug. 2025  | 2     | T100 London                               | London              | 03:18:43 | 2 km Schwimmen, 80 km Radfahren und 18 km Laufen                                                                        |
| 14. Juni 2025 | 3     | T100 Vancouver                            | Vancouver           | 03:14:46 | [ 7 ] |
| 31. Mai 2025  | 3     | T100 San Francisco                        | San Francisco       |          | |
| 6. Apr. 2025  | 9     | T100 Singapur                             | Singapur            | 03:25:18 | |
| 28. Sep. 2024 | 3     | T100 Ibiza                                | Ibiza               | 03:16:41 | |
| 1. Sep. 2024  | 1     | Ironman 70.3 Zell am See-Kaprun           | Zell am See         | 03:46:04 | |
| 8. Juni 2024  | 5     | T100 Alcatraz                             | San Francisco       | 03:19:43 | im Rahmen des Escape from Alcatraz Triathlon (2 km Schwimmen, 80 km Radfahren und 18 km Laufen); hinter Marten Van Riel |
| 14. Apr. 2024 | 6     | T100 Singapore                            | Singapur            | 03:29:09 | 2 km Schwimmen, 80 km Radfahren und 18 km Laufen                                                                        |
| 21. Okt. 2023 | 2     | Challenge Vieux Boucau                    | Vieux Boucau        | 03:38:11 | Super League Triathlon                                                                                                  |
| 24. Sep. 2023 | 1     | Ironman 70.3 Augusta                      | Augusta             | 03:37:14 | |
| 29. Okt. 2022 | 4     | Ironman 70.3 World Championships          | St. George          | 03:40:51 | Ironman 70.3 World Championships 2022                                                                                   |
| 23. Apr. 2022 | 1     | Challenge Gran Canaria                    | Mogán               | 03:43:46 | [ 9 ] |
| 31. Okt. 2021 | 3     | ETU Triathlon European Championship Clubs | Alhandra            | 00:21:17 | Mixed Relay (mit Jule Behrens, Henry Graf und Lucie Kammer für DSW 1912 Darmstadt e.V. Triathlonabteilung)              |
| 9. Okt. 2021  | 2     | Ironman 70.3 Lanzarote                    | Lanzarote           | 04:04:25 | [ 10 ] |
| 1. Aug. 2021  | 1     | Frankfurt-City-Triathlon                  | Frankfurt am Main   |          | Sieger olympische Distanz                                                                                               |
| 25. Juli 2021 | 1     | HeidelbergMan                             | Heidelberg          |          | |
| 4. Juli 2021  | 1     | Ironman 70.3 Les Sables d’Olonne          | Les Sables-d’Olonne | 04:21:23 | Halbmarathon in 1:12:43 Stunden                                                                                         |